# وادي انطوي (المهرة)

تعديل مصدري - تعديل

وادي انطوي هي إحدى قرى مديرية حصوين التابعة لمحافظة المهرة، بلغ تعداد سكانها 219 نسمة حسب تعداد اليمن لعام 2004.